# راضي الراضي
راضي الراضي (بالإنجليزية: Radhi Al-Radhi)‏؛ مواليد 13 ديسمبر 1991 في الأحساء، السعودية هو لاعب كرة قدم سعودي يلعب حالياً في نادي الجبلين.

## مسيرة اللاعب
لعب لنادي هجر ونادي العدالة ونادي القادسية ونادي الساحل ونادي الجبلين.

## روابط خارجية
- راضي الراضي على موقع قاعدة بيانات كرة القدم.إي يو (الإنجليزية)
- راضي الراضي على موقع Soccerway.com (الإنجليزية)